# Jesús Owono
Jesús Lázaro Owono Ngua Akeng (ur. 1 marca 2001 w Bacie) – piłkarz z Gwinei Równikowej hiszpańskiego pochodzenia grający na pozycji bramkarza w klubie Deportivo Alavés.

## Kariera juniorska
Owono grał jako junior w Antiguoko Kirol Elkartea (do 2013, na wypożyczeniu w latach 2016–2017), Realu Sociedad (2013–2017) i Deportivo Alavés (2017–2019).

## Kariera seniorska

### CD San Ignacio
Owono przeszedł do CD San Ignacio 1 lipca 2019. Zadebiutował on dla tego klubu 25 sierpnia 2019 w przegranym 3:0 spotkaniu przeciwko Sestao River Club. Łącznie dla CD San Ignacio rozegrał 45 meczów.

### Deportivo Alavés B
Owono trafił do drugiej drużyny Deportivo Alavés 1 lipca 2021. Debiut dla nich zaliczył on 15 września 2021 w meczu ze swoim byłym klubem – CD San Ignacio (wyg. 3:0).

### Deportivo Alavés
Owono zadebiutował w pierwszej drużynie Deportivo Alavés 2 stycznia 2022 w zremisowanym 1:1 spotkaniu przeciwko Realowi Sociedad.

## Kariera reprezentacyjna
| Mecze i gole w reprezentacji | Mecze i gole w reprezentacji | Mecze i gole w reprezentacji | Mecze i gole w reprezentacji | Mecze i gole w reprezentacji | Mecze i gole w reprezentacji | Mecze i gole w reprezentacji | Mecze i gole w reprezentacji                    |
| Gwinea Równikowa             | Gwinea Równikowa             | Gwinea Równikowa             | Gwinea Równikowa             | Gwinea Równikowa             | Gwinea Równikowa             | Gwinea Równikowa             | Gwinea Równikowa                                |
| Lp.                          | Data                         | Miejsce                      | Gospodarz                    | Gość                         | Wynik                        | Gol                          | Rozgrywki                                       |
| ---------------------------- | ---------------------------- | ---------------------------- | ---------------------------- | ---------------------------- | ---------------------------- | ---------------------------- | ----------------------------------------------- |
| 1.                           | 25.03.2019                   | Rijad                        | Arabia Saudyjska             | Gwinea Równikowa             | 3:2                          |                              | Mecz towarzyski                                 |
| 2.                           | 11.11.2020                   | Kair                         | Libia                        | Gwinea Równikowa             | 2:3                          |                              | Puchar Narodów Afryki 2021 – kwalifikacje       |
| 3.                           | 15.11.2020                   | Bata                         | Gwinea Równikowa             | Libia                        | 1:0                          |                              | Puchar Narodów Afryki 2021 – kwalifikacje       |
| 4.                           | 25.03.2021                   | Malabo                       | Gwinea Równikowa             | Tanzania                     | 1:0                          |                              | Puchar Narodów Afryki 2021 – kwalifikacje       |
| 5.                           | 03.09.2021                   | Radis                        | Tunezja                      | Gwinea Równikowa             | 3:0                          |                              | Mistrzostwa Świata 2022 – eliminacje strefy CAF |
| 6.                           | 07.09.2021                   | Malabo                       | Gwinea Równikowa             | Mauretania                   | 1:0                          |                              | Mistrzostwa Świata 2022 – eliminacje strefy CAF |
| 7.                           | 07.10.2021                   | Malabo                       | Gwinea Równikowa             | Zambia                       | 2:0                          |                              | Mistrzostwa Świata 2022 – eliminacje strefy CAF |
| 8.                           | 10.10.2021                   | Lusaka                       | Zambia                       | Gwinea Równikowa             | 1:1                          |                              | Mistrzostwa Świata 2022 – eliminacje strefy CAF |
| 9.                           | 13.11.2021                   | Bata                         | Gwinea Równikowa             | Tunezja                      | 1:0                          |                              | Mistrzostwa Świata 2022 – eliminacje strefy CAF |
| 10.                          | 16.11.2021                   | Nawakszut                    | Mauretania                   | Gwinea Równikowa             | 1:1                          |                              | Mistrzostwa Świata 2022 – eliminacje strefy CAF |
| 11.                          | 16.01.2022                   | Duala                        | Algieria                     | Gwinea Równikowa             | 0:1                          |                              | Puchar Narodów Afryki 2021                      |
| 12.                          | 20.01.2022                   | Limbé                        | Sierra Leone                 | Gwinea Równikowa             | 0:1                          |                              | Puchar Narodów Afryki 2021                      |
| 13.                          | 26.01.2022                   | Limbé                        | Mali                         | Gwinea Równikowa             | 0:0 (5:6 p.r.k.)             |                              | Puchar Narodów Afryki 2021                      |
| 14.                          | 30.01.2022                   | Limbé                        | Senegal                      | Gwinea Równikowa             | 3:1                          |                              | Puchar Narodów Afryki 2021                      |